# Poecilopsis nicholsoni
Poecilopsis nicholsoni là một loài bướm đêm trong họ Geometridae.